# Черхати, Жужа
Жу́жа Че́рхати (венг. Cserháti Zsuzsa; 22 июня 1948 — 23 июля 2003) — известная венгерская исполнительница 70-х. В 1978 году заняла 1-е место на национальном музыкальном конкурсе. В 1979 году представляла Венгрию на международном музыкальном конкурсе «Интервидение» и заняла 3-е место. В 1998 году награждена Орденом за Заслуги перед Венгерской Республикой.

## Карьера
Обладательница уникального голоса и необыкновенной пластики Жужа Черхати родилась в 1948 году в Будапеште. Её дед был директором пивоваренного завода в Кёбанья (Kőbánya), и семья жила на фабрике завода на улице Гитар (Gitár). Однако вскоре дедушка вышел на пенсию, и семья переехала в 10-й район Будапешта. Почти сразу же родители Жужи развелись, поэтому Жужу и её сестру мать растила в одиночестве. Мать была исполнительницей в Театре Оперетты и отдала девочку в музыкальную школу в надежде, что та станет успешнее её самой. Однако в детстве Жужа не собиралась идти по стопам матери и в школе в течение десяти лет обучалась классическому балету. Лишь после неудачной попытки поступления в Балетную Академию в 1965 году она попробовала петь. До начала профессиональной музыкальной карьеры Жужа работала продавцом ювелирных украшений в Fashion Hall'е. Первые её выступления были с любительскими рок-группами "Rangers" (1967-1968) и "Thomastic" (1969-1971). В 1970 году она вышла замуж за Szirtes Károly, автомобильного электрика. Позднее, когда в 1976 году у них родился сын Кристиан, муж Жужи ушёл в декретный отпуск и сидел дома с ребёнком, чтобы она могла продолжать свои живые выступления.
С 1968 года Жужа обучалась в Национальном Развлекательном Центре и получила лицензию категории B. Это позволило ей работать в различных барах и клубах, и в итоге она организовала серию ревю в печально известном своей злачной репутацией ресторане "Балатон" на улице Akácfa. Там в 1969 году во время концерта на Жужу обратил внимание известный венгерский композитор и автор песен Пал Сечи (Szécsi Pál). У них возникли романтические отношения, которые продлились и после замужества Жужи. Сечи был покорён талантом певицы и серьёзно занялся её карьерой. В начале 70-х на музыкальной сцене Венгрии была сильная конкуренция, в сегменте женского вокала доминировала тройка "Жужа Конц - Кати Ковач - Шаролта Залатнаи", и нужно было обладать большой волей и энергией, чтобы бросить им вызов. Тем не менее уже в 1972 году Жужа Черхати разделила призовые места на "Táncdalfesztivál" с Кати Ковач и Клари Катона. С 1972 по 1981 год она записала около 60-ти композиций, в том числе 20 синглов и 2 сольных альбома, а также несколько альбомов и синглов совместно с другими венгерскими исполнителями и группами (Máté Péter, Horváth Attila, "Generál", "Express" и др.). Жужа 6 раз принимала участие в радио-конкурсе "A Tessék választani!", 5 раз в "Made in Hungary" и 3 раза в телефестивале "Táncdalfesztivál". Она соперничала с Кати Ковач за титул "Поп-королева Венгрии", 10 её композиций фактически были в Венгрии №1. За сильный и хрустально чистый голос в 70-х её называли "лучшая глотка Венгрии", постоянно показывали в музыкальных программах, приглашали вести различные телешоу.
Репертуар Жужи Черхати включал красивые мелодичные поп-композиции, иногда с элементами джаза, соул или диско. В 1973 году она исполнила на конкурсе "Tessék választani!" песни "Kicsi, gyere velem rózsát szedni" ("Малыш, пойдём со мной за розами", авторы Gábor S. Pál - Szenes Iván) и "Árva fiú" ("Мальчик-сирота", авторы Szakály László - S. Nagy István), которые стали венгерской поп-классикой. На следующий год хитом стала танцевальная композиция "Tölts!" ("Трать!", авторы Wolf Péter - Kalmár Tibor), записанная в стиле "ABBA", в 1975 году - "Az Életem Egy Kész Regény" ("Живу как в романе", авторы Havasy Viktor - Szenes Iván), в 1976-м - "Úgy Ölelj" ("Пойми это", авторы Pásztor László и Galácz Lajos из группы "Neoton") и "Pinokkió" (авторы Novai Gábor из группы "Generál" - Miklós Tibor), в 1977-м - "Jó Ez Így" ("Доброго пути!", авторы Nagy Tibor Béla - Szenes Iván). В том же году Жужа получила приглашение из Ирландии и дала в этой стране несколько концертов. В 1978 году автор песен Bradányi Iván написал венгерский текст к песне "Soleado" итальянского композитора Ciro Dammicco. Предполагалось, что песню, получившую название "Édes kisfiam" ("Мой сладкий малыш"), исполнит Кати Ковач, но поскольку у Жужи Черхати недавно родился сын, песню отдали ей, и она стала её очередным хитом. В том же году Жужа заняла 1-е место на "Tessék választani!" с композицией "Én leszek" ("Я буду", авторы Havasi Viktor - Szenes Iván). После этой победы певица создала свой собственный оркестр "Európa" и записала дебютный альбом.
В 1979 году Жужа представляла Венгрию на международном музыкальном конкурсе "Интервидение" в Сопоте (Польша), где исполнила лиричную композицию "Boldogság, Gyere Haza" ("Счастье, приходи в дом", авторы Dancsák Gyula - Miklós Tibor) и танцевальную "Különös Szilveszter" ("Странный Новый Год", авторы Várkonyi Mátyás - Miklós Tibor) группы "Generál" и заняла 3-е место. На следующий год хитами стали её песни "Véget Ér A Gyermekkor" ("Конец детства") и "Amíg Együtt Énekelsz Velem" ("Пока вы поёте со мной"), авторами которых были Várkuti Géza и Miklós Tibor. В 1981 году Жужа приняла участие в телевизионном конкурсе "Tánc- és popdalfesztivál" с очень сильной поп-композицией "A Boldogság És Én" ("Счастье и Я"), авторами которой были Bágya András и Szenes Iván. Песня не выиграла приз, но стала в Венгрии хитом десятилетия. В том же году певица записала свой второй альбом "Többé nincs megállás" ("Уже никто не остановит").
Несмотря на крупный успех и популярность у публики, Жужа Черхати постоянно сталкивалась с холодным отношением к себе со стороны главы венгерского лейбла звукозаписи Pepita Петера Эрдёша. Так, в 1979 году он не включил несомненный хит Жужи "Én leszek" в компиляцию "PEPITA FAVORIT'79", а при записи альбома каверов "DISCO PARTY" отдал все вокальные партии своим любимицам Кати Ковач и вокалистке группы "Neoton Família" Иве Чепреги. В 1982 году Петер Эрдёш предложил Жуже стать бэк-вокалисткой в "Neoton Família", которую к тому времени вывел на международный уровень признания. Предложение чиновника оскорбило певицу, и она ответила, что «кое-кто, видимо, просто завидует её популярности», и она не станет бэк-вокалисткой у Чепреги ни при каких условиях, а когда Петер пригрозил Жуже, что в противном случае у неё будут трудности с записями и выступлениями, публично назвала его шантажистом. После этого Петер Эрдёш фактически сломал карьеру непокорной певицы и в течение нескольких лет не давал ей никакой возможности для работы. Поэтому в 80-х годах Жужа лишь иногда появлялась на телевидении совместно с другими венгерскими исполнителями, а в 1984 году перепела свою композицию "Száguldás, Porsche, szerelem" ("Разгон, Порше, мне нравится", 1979) для одного популярного фильма. В 1987 году она исполнила также "Hattyúk", кавер композиции Софии Ротару "Лебединая верность" (1975).
После скандала с Эрдёшем Жужа и её группа "Európa" были вынуждены отправиться в Германию и Австрию, где больше года работали ежедневно по 8-9 часов фактически без перерывов в небольших барах и пабах и часто спали прямо на рабочем месте. В 1984 году Жужа нашла возможность вернуться в Венгрию и в последующие годы была ведущей певицей в пештском кабаре "Мулен Руж", а также выступала в престижном клубе Aranybiká в Дебрецене. Однако опала, в которую она попала, а также развод с супругом в 1985 году, с которым она состояла в браке 15 лет, и потеря квартиры, которую у неё отобрали по причине, что её доходы от выступлений в барах превышали предусмотренные нормативы, стали причиной серьёзной депрессии. Певица сильно переживала, пристрастилась к алкоголю и набрала значительный вес из-за диабета и проблем со щитовидной железой. Лишь благодаря друзьям она смогла преодолеть своё состояние: в 1995 году она повстречала Марию Мозеш (Mózes Mária), муж которой Бела Подиц (Paudits Béla) пригласил Жужу работать в клуб Piaf Muvész на улице Nagymező. Там на неё обратил внимание менеджер Чарли (Charlie), который предложил ей записать новую пластинку. Так в 1996 году певица вернулась на сцену с новым альбомом "Hamu és gyémánt" ("Пепел и алмаз"). Альбом был №6 в Венгрии и получил золото по результатам продаж. Жужа получила титул "Певица Года" и престижную премию венгерского радио EMeRTon, совершила серию триумфальных концертов, в том числе на знаменитой Малой Арене Будапешта (Kisstadion). В 1997 и 1998 году она была награждена премиями венгерского музыкального сообщества "Arany Zsiráf" ("Золотой Жираф"). В том же 1998 году правительство Венгрии наградило певицу Орденом за Заслуги перед Венгерской Республикой. Так справедливость была восстановлена, и легендарная певица вернула себе всеобщее признание. Она ушла из жизни в 2003 году от кровоизлияния в желудке, оставив после себя подготовленную к изданию книгу о своей жизни "Сломанные Крылья".

## Альбомы
1978 - Cserháti Zsuzsa (№5 в Венгрии)

1981 - Többé nincs megállás (№11 в Венгрии)

1989 - Amikor Melletted Vagyok (неизданный альбом)

1992 - Édes Kisfiam (сборник, №16 в Венгрии)

1992 - Rácsaim Ledőltek Már 

1996 - Hamu és gyémánt (№6 в Венгрии)

1997 - Mennyit ér egy nő (№6 в Венгрии)

1999 - Adj még a tűzből (№3 в Венгрии)

2000 - Várj

2002 - Add a kezed

2003 - Életem Zenéje - Best Of Cserháti Zsuzsa (сборник, №1 в Венгрии)

2004 - Azért Születtem (сборник)

2006 - Platina sorozat (сборник)

2009 - Elszáll a kék madár (сборник)

2013 - 10 Legnagyobb Slágere (сборник)

## Знаковые композиции
1973 - Kicsi Gyere Velem Rózsát Szedni (Tessék választani! 1973, №10 в годовом TOP20 Slágerlistája'73)

1973 - Árva Fiú (Tessék választani! 1973, №1 в годовом TOP20 Slágerlistája'73)

1974 - Jó

1974 - Tölts! (№5 в годовом TOP20 Slágerlistája'74)

1975 - Az Életem Egy Kész Regény (№2 в годовом TOP20 Slágerlistája'75)

1975 - Könnyű Mint Az 1x1 (Made in Hungary 1975)

1975 - Látod, Szerelem, Mit Tettél (№8 в годовом TOP20 Slágerlistája'75)

1975 - Haragszik Az Ég (Tessék választani! 1975, №14 в годовом TOP20 Slágerlistája'75)

1976 - Úgy Ölelj  (№4 в годовом TOP20 Slágerlistája'76)

1976 - Pinokkió (№10 в годовом TOP20 Slágerlistája'76)

1976 - Hangulat Kéne

1977 - Megfakult Csillagok (№5 в годовом TOP20 Slágerlistája'77)

1977 - Jó Ez Így (№18 в годовом TOP20 Slágerlistája'77)

1977 - Tánctanár A Bácsikám (№7 в годовом TOP20 Slágerlistája'78)

1978 - Édes Kisfiam (№1 в годовом TOP20 Slágerlistája'78)

1978 - Én Leszek (Tessék választani! 1978)

1978 - Te Is Érzed, Én Is Érzem (Made in Hungary 1978, №13 в годовом TOP20 Slágerlistája'78)

1978 - Volt Egy Boldog Éjszakánk

1979 - Boldogság, Gyere Haza (Интервидение 1979, №16 в годовом TOP20 Slágerlistája'79)

1979 - Különös Szilveszter (Интервидение 1979)

1980 - Véget Ér A Gyermekkor (Made in Hungary 1980, №3 в годовом TOP20 Slágerlistája'80)

1980 - Amíg Együtt Énekelsz Velem (Made in Hungary 1980, №16 в годовом TOP20 Slágerlistája'80)

1980 - Magányos Lány (Tessék választani! 1980, №8 в годовом TOP20 Slágerlistája'80)

1981 - A Boldogság És Én (Tánc- és popdalfesztivál 1981, №15 в годовом TOP20 Slágerlistája'81)

1981 - Könnyű Tavaszi Szél